# Aeroportul Kasungu
Aeroportul Kasungu (IATA: KBQ, ICAO: FWKG) este un aeroport din Malawi ce deservește zona Kasungu. A fost numit după zona deservită.
Situat la o altitudine de 1.062 m, aeroportul dispune de o singură pistă.